# Tom Hunting
Pour les articles homonymes, voir Hunting (homonymie).
Tom Hunting est un batteur de thrash metal américain né le 11 avril 1965.

## Biographie
Il fonde en 1981, avec Kirk Hammett, le groupe Exodus et enregistre les albums Bonded by Blood, Pleasures of the Flesh et Fabulous Disaster. En 1989, il quitte Exodus et, durant les années 1990, fait partie de différents groupes comme Piranha, Angel Witch (de 1990 à 1993) puis du projet IR8 avec Devin Townsend et Jason Newsted et de Pleasures and Pain, rebaptisé I4NI en 1994.
Le projet nommé Sexoturica voit le jour de 1994 à 1995 avec Andreas Kisser de Sepultura et Jason Newsted de Metallica. En 1997, il prend part à la reformation d'Exodus qu'il quitte en 2005 pour y revenir definitivement en 2007.

### AvecExodus
- Bonded by Blood (1985)
- Pleasures of the Flesh (1987)
- Fabulous Disaster (1989)
- Tempo of the Damned (2004)
- The Atrocity Exhibition... Exhibit A (2007)
- Let There be Blood (2008)
- Exhibit B: The Human Condition (2010)

### IR8 / Sexoturica
- IR8 vs. Sexoturica

### Repulsa
- Sex Pig (1994)